# Wassertaxi 3
Das AquaCabrio Wassertaxi 3 ist ein Fahrgastschiff des Traditionsunternehmens Weisse Flotte Potsdam in der brandenburgischen Landeshauptstadt Potsdam. Die Kiellegung des Schiffes fand im Winter 2012/13 in einer Montagehalle der Schiffswerft Bolle statt. Der Stapellauf erfolgte im Frühjahr 2013 und die Indienststellung mit Saisonbeginn 2013.

## Geschichte
Auf einer Länge von etwa zehn Kilometern durchfließt die Havel die brandenburgische Landeshauptstadt Potsdam. Zwischen Sacrow und dem Waldbad Templin und dem Forsthaus Templin am Templiner See liegen zahlreiche interessante Anlegepunkte. Am 28. April 2007 startete der Betrieb des Potsdamer Wassertaxi fahrplanmäßig.

## Das Schiff
Das Wassertaxi 3 ist 31 Meter lang und 5,10 Meter breit. Der Tiefgang beträgt im Mittel etwa 90 Zentimeter. Es ist mit einem 166-kW-Dieselmotor zum Antrieb des Propellers ausgestattet und einem kleineren Dieselmotor mit Generator zur Stromerzeugung. Die Ruderanlage funktioniert hydraulisch. Für ein gutes Manövrierverhalten sorgen das hinter dem Propeller wirkende Kastenruder und das im Bug angeordnete Bugstrahlruder. Die Besatzung besteht aus einem Schiffsführer und einem Matrosen/Motorenwart. An hochfrequentierten Wochenenden während der Hauptferienzeit kommt ein drittes Besatzungsmitglied als Unterstützung dazu. Eine Besonderheit der Bauart AquaCabrio ist die flexibel nutzbare und verschiebbare gläserne Überdachung. Damit können Fahrgäste unter freiem Himmel sitzen, bei weniger gutem Wetter und heranziehenden Regenschauern kann die Überdachung schnell geschlossen werden und bietet trotzdem gute Sichtverhältnisse. Mit dem Wassertaxi 3 können jeweils 60 Personen und etwa 20 Fahrräder gleichzeitig befördert werden. Einigen Fahrradständern sind kostenfreie Ladestationen für E-Bikes zugeordnet. Die Toilette an Bord ist barrierefrei.